# Hhohho
Hhohho is een district van Swaziland, gelegen in het noordwesten van het land. Het district beslaat een oppervlakte van 3569 km² en er wonen 270.000 mensen (1997). De hoofdplaats is Mbabane.
Hhohho · Lubombo · Manzini · Shiselweni